# حسن‌آباد و زرگنده
| نام محل                 | حسن‌آباد زرگنده      |
| نام قدیمی               | شهید آباد زرگنده    |
| شهر                     | تهران (شمیرانات)    |
| جایگاه جغرافیایی در شهر | شمال                |
| پایان شمالی             | تجریش، فرشته، الهیه |
| پایان جنوبی             | داوودیه             |
| پایان غربی              | بزرگراه مدرس        |
| پایان شرقی              | قلهک                |
| منطقه شهرداری           | ۳                   |
| منطقه پستی              | ۱۹                  |
| پیش‌شماره                | ۲۲                  |

محلهٔ‌های حسن‌آباد و زرگنده در ۳ کیلومتری تجریش واقع شده‌اند و یکی از مشهورترین و قدیمی‌ترین محله‌های شمرون [ شمیران ] می‌باشند. به دلیل مجاورت با سفارت روسیه، این محله ییلاق کارکنان سفارت روسیه محسوب می‌شد. وجه تسمیه زرگنده به کشف سکه‌ها و کوزه‌های باارزش کشف شده در تپه‌های اطراف آن برمی‌گردد. زیارتگاه امامزاده اسماعیل و بیمارستان موقوفه جواهری در این محل می‌باشد. زرگنده یکی از محله‌های مرفه نشین منطقه ۳ (شمیران) می‌باشد.

## وجه تسمیه
نام زرگنده یک روایت تاریخی دارد. روایت این‌طور می‌گوید که زرگنده در واقع زرکنده بوده‌است. محله زرگنده به دو قسمت محله پایین و محله بالا تقسیم شده‌است و چون قسمت بالا روی تپه قرار داشت و از دسترس اماکنی چون بانک‌ها و مراکزی برای نگهداری پول و اموال مردم دور بود، مردم شبانه به کوه‌های آنجا می‌آمدند و پول و طلای خود را در این مکان دفن می‌کردند. پس از مدتی افرادی دیگر به این مکان می‌رفتند و آن پول‌ها و طلاها را پیدا می‌کردند و با خود می‌آوردند و این‌طور می‌شد که به اصطلاح می‌گفتند فلانی از تپه‌ها زر کنده‌است.